# 黒谷孝行
黒谷 孝行（くろたに たかゆき、1938年2月22日 - ）は、日本の経営者。日動火災海上保険社長を務めた。島根県出身。

## 経歴
1960年に島根大学文理学部を卒業し、同年に日新火災海上保険に入社。1986年6月に取締役に就任し、1989年4月に常務、1992年4月に専務を経て、1996年6月には社長に就任。2000年4月に会長に就任。